# Rhagonycha atra
Rhagonycha atra är en skalbaggsart som först beskrevs av Carl von Linné 1767.  Rhagonycha atra ingår i släktet Rhagonycha, och familjen flugbaggar. Arten är reproducerande i Sverige.